# Batalha aérea de Berlim

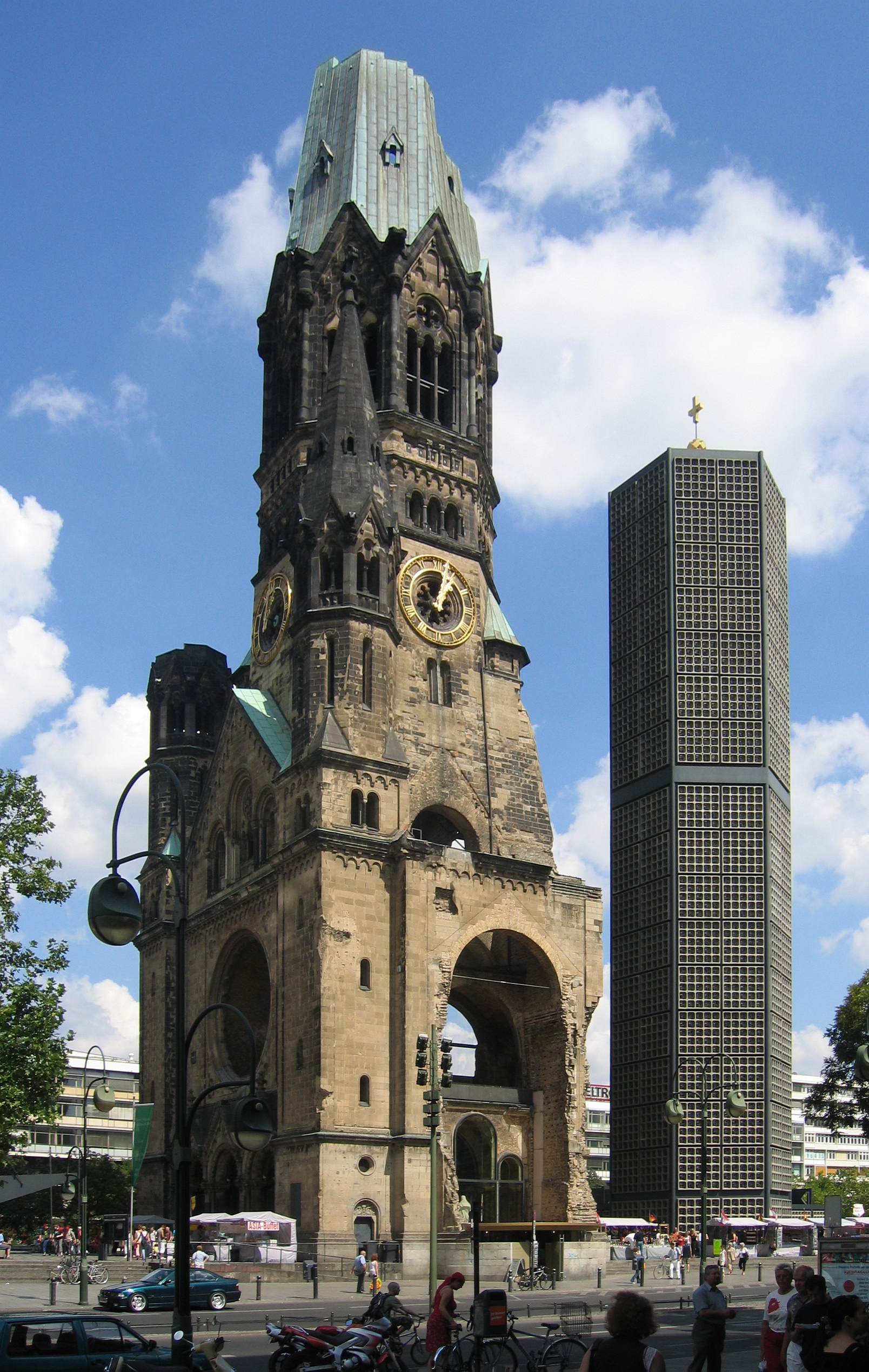
As ruínas da Igreja Memorial Imperador Guilherme, que foi atingida em 23 de novembro de 1943

A Batalha aérea de Berlim (novembro de 1943 a março de 1944) foi uma série de ataques a Berlim pelo Comando de Bombardeiros da RAF, juntamente com ataques a outras cidades alemãs para manter as defesas alemãs dispersas. O Marechal do Ar Sir Arthur Harris, Comando de Bombardeiros do AOC-in-C (Air Officer Commanding-in-Chief), acreditava que "Podemos destruir Berlim de ponta a ponta se a USAAF vier connosco. Custará entre 400 e 500 aviões. Vai custar a guerra à Alemanha".
Harris poderia esperar cerca de 800 bombardeiros pesados em serviço para cada ataque, equipados com novos e sofisticados dispositivos de navegação, como o radar H2S. A USAAF, tendo recentemente perdido muitas aeronaves em ataques a Schweinfurt, não participou. A Força Principal do Comando de Bombardeiros atacou Berlim dezesseis vezes, mas falhou em seu objetivo de infligir uma derrota decisiva à Alemanha. A Royal Air Force perdeu mais de 7 000 tripulantes e 1 047 bombardeiros, 5,1 por cento das surtidas realizadas; 1 682 aeronaves foram danificadas ou baixadas. Em 30 de março de 1944, o Comando de Bombardeiros atacou Nuremberg com 795 aeronaves, 94 das quais foram abatidas e 71 danificadas. A Luftwaffe registrou a perda de 256 caças noturnos de novembro de 1943 a março de 1944.
A Luftwaffe retaliou com Unternehmen Steinbock (Operação Capricórnio) contra Londres e outras cidades britânicas de janeiro a maio de 1944. A Luftwaffe conseguiu acumular 524 bombardeiros, mas Steinbock causou poucos danos pela perda de 329 aeronaves, uma maior porcentagem de perda por ataque e no geral do que que sofreu pelo Comando de Bombardeiros sobre a Alemanha.
Houve muitos outros ataques aéreos a Berlim pela RAF, a Oitava Força Aérea da USAAF e bombardeiros soviéticos. A RAF foi concedida uma honra de batalha pelo bombardeio de Berlim por aeronaves do Comando de Bombardeiros de 1940 a 1945.